# 雪の結晶の観察と研究の年表

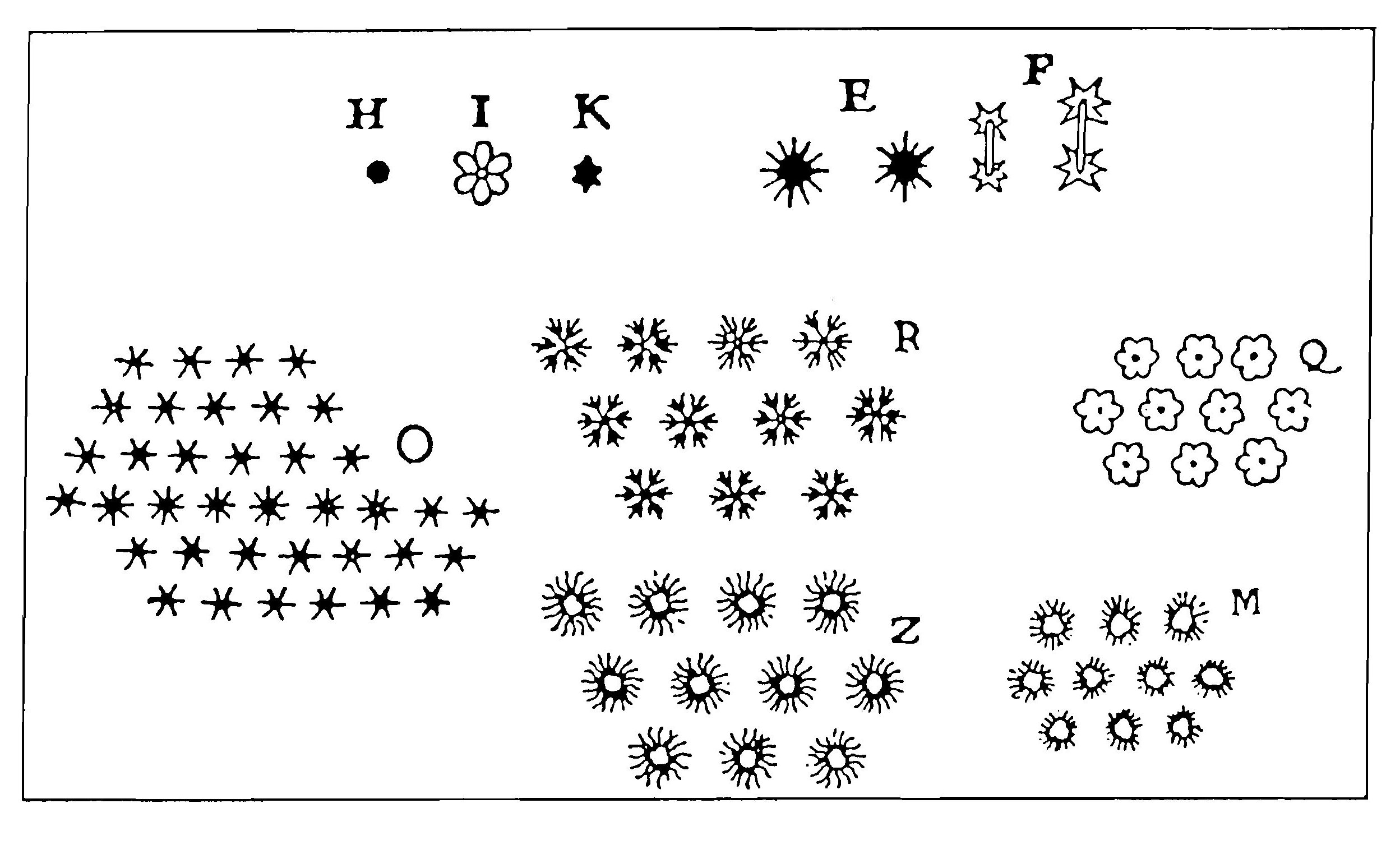
ルネ・デカルトの『方法序説』結晶のスケッチ。ケプラーの本を読み関心を持ったと伝わる。1637年

雪の結晶の観察と研究の年表（ゆきのけっしょうのかんさつとけんきゅうのねんぴょう）は、雪の結晶（雪片）の観察と研究に関する年表である。
空から降る雪の結晶は自然の状態で正六角形であり、これを美しい形として古くから多くの人が関心を持っていた。その結晶を観察しそれを詳細にスケッチしたり、写真に残し記録した、さらに地上や宇宙空間において人工的にその結晶を作り出したことなど、関わった人物と功績の要約の年表である。

## 年表

### 紀元前 - 1900年
- 紀元前150年または135年[1] - 韓嬰（かんえい、中国語：韓嬰、英: Han Ying、前漢の儒学者）、書物『韓詩外伝』[2][3]の中で「木や草の花の多くは五角形であるが雪は正六角形である（「韓詩外傳曰、凡草木花多五出、雪花獨六出。）」[4]、と後年の『芸文類聚』に引く）[5]
- 9世紀　アッバース朝ののキンディーが細長い形状の雪片を記述。そのような雪片をzamharīrとよぶ[6].
- 1200年以前　朱熹が六角形の雪片の形成過程を推測.『朱子語類』に採録　[7][8]
- 1250年ごろ - アルベルトゥス・マグヌス、ヨーロッパ最古の雪の観察記録[9][10]. 六角形の形状を報告、星形と形容。
- 1500年ごろ　唐錦『龍江夢餘錄』にて、「春の雪片は五出」[11]との説。 それに対して、郎瑛『七修類稿』では「砕けて本来の形状でないだけである」「春でも全てが五出ではない」と反論。後に謝肇淛が『五雑俎』において、複数年にわたる観察の結果,春に於いても五出は例外的であることを報告し, 後者を支持[12][13]。

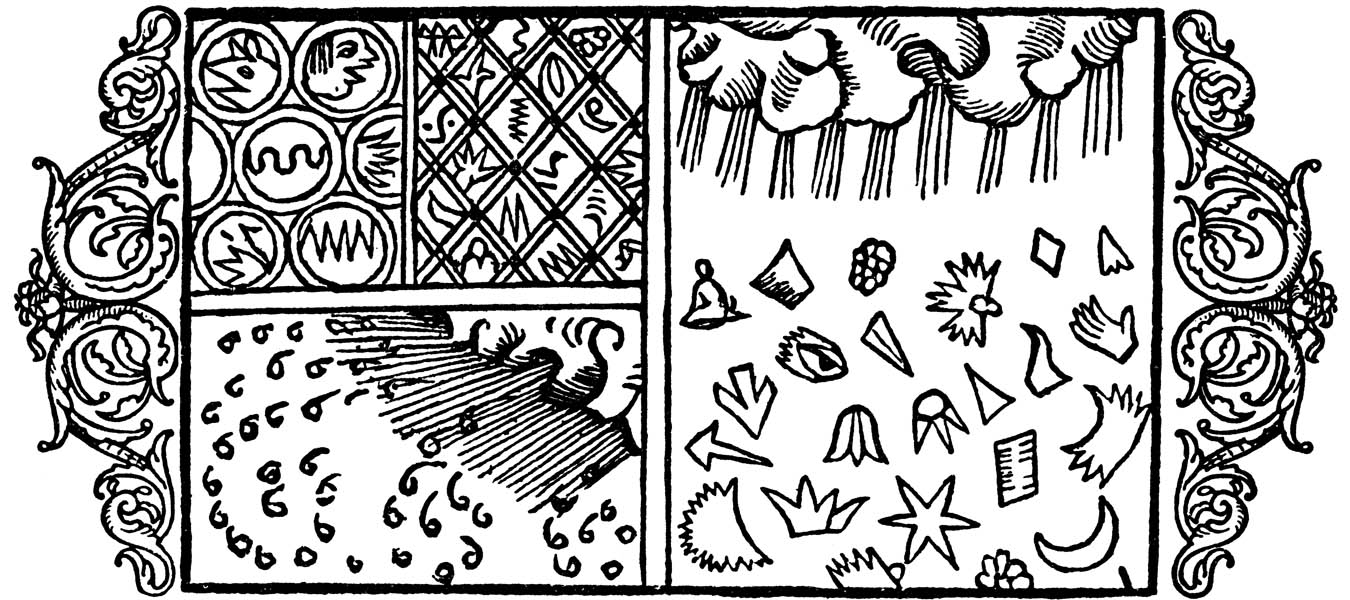
オラウス・マグヌスのスケッチ（右の四角枠内が雪の結晶）

- 1555年 - オラウス・マグヌス、北方民族文化誌に最も古いとされる雪のスケッチを残す[9]
- 1611年 - ヨハネス・ケプラー、正六角形の結晶を報告。「星形」「六角形で羽毛のような突起を伴う」と形容する。その観察と成因の推論を『Strena Seu de Nive Sexangula、新年の贈り物あるいは六角形の雪について』と題した小冊子を友人やパトロンに送る[14]
- 1612年　ウルシスと徐光啓の水利技術書『泰西水法』巻五で上記のケプラーの説に基づいて、切片の形成を説明[15][16]。
- 1637年 - ルネ・デカルト、『方法序説』の気象学で最も古いとされる雪の正六角形の結晶のスケッチを描き結晶となる過程や状況を研究[9]
- 1660年 - エラスムス・バルトリヌス（英: Erasmus Bartholinus
、科学・物理学者、デンマーク）が書物『De figura nivis dissertatio、雪の図解論』に結晶のスケッチを記載[17][18][19]
- 1665年 - ロバート・フック、『顕微鏡図譜』に結晶の顕微鏡観察のスケッチを記載[9][10]
- 1675年 - フリードリッヒ・マルテンス（Friedrich Martens、物理学者、ドイツ）, 24種の結晶を発表[17][20][21][9]
- 1681年 - ドナト・ロゼッティ（Donato Rossetti、数学研究者、イタリア）、『La figura della neve』「雪華図」で 60の結晶スケッチを5種に分類[9]
- 1730年西川正休が游藝『天経或問』の訓点付きの和刻本を刊行。この巻四に、『泰西水法』のケプラーの雪片の形成の説明が含まれる[22]
- 1778年 - Johannes Florentius Martinet （宗教著作者、オランダ）, 『Katechismus Der Natuur、自然のカテキズム』こで詳細な結晶のスケッチ[23][24][25]
- 1796年（寛政8年） - 司馬江漢、顕微鏡での結晶観察でスケッチ京都大学貴重資料デジタルアーカイブ, 司馬江漢銅版画 [雪花図]
- 1820年 - ウイリアム・スコレスビー（英: William Scoresby、北極圏探検家、イギリス）, 『An account of the Arteic Regions、北極圏の詳細』で96の結晶スケッチを5種に分類[9]

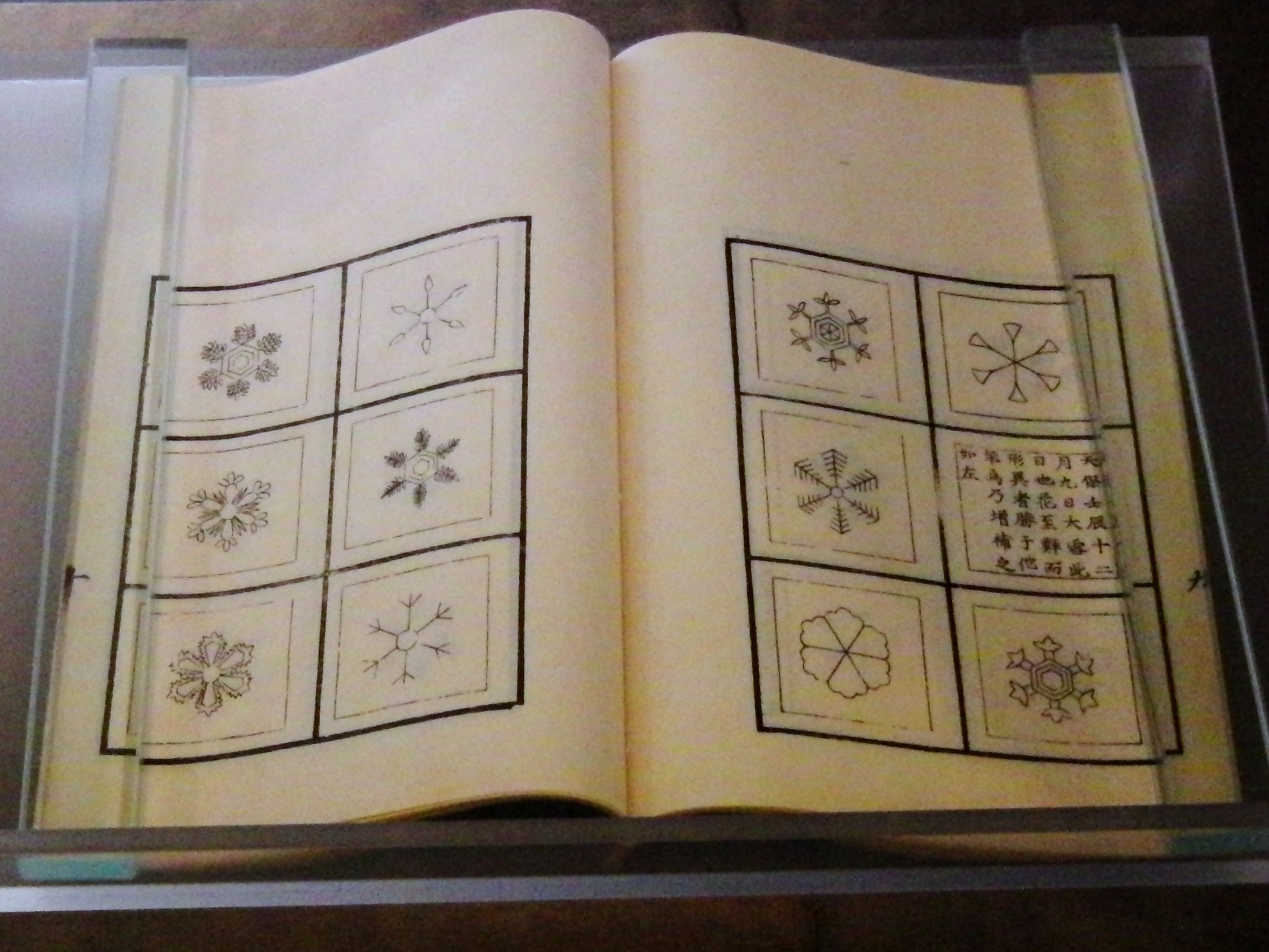
『雪華図説』。土井利位著、1832（天保3）年刊。国立科学博物館の展示。

- 1828年 (文政11年) 雪華文七宝鐔:、雪片の顕微鏡観察と思しき絵柄を紋様にした装飾品。 『雪華文七宝鐔』文化遺産オンライン
- 1832年（天保3年） - 土井利位、『雪華図説』で86種の結晶のスケッチと解説。『天経或問』とほぼ同文の、ケプラー的な雪片の成因論[26][27]。

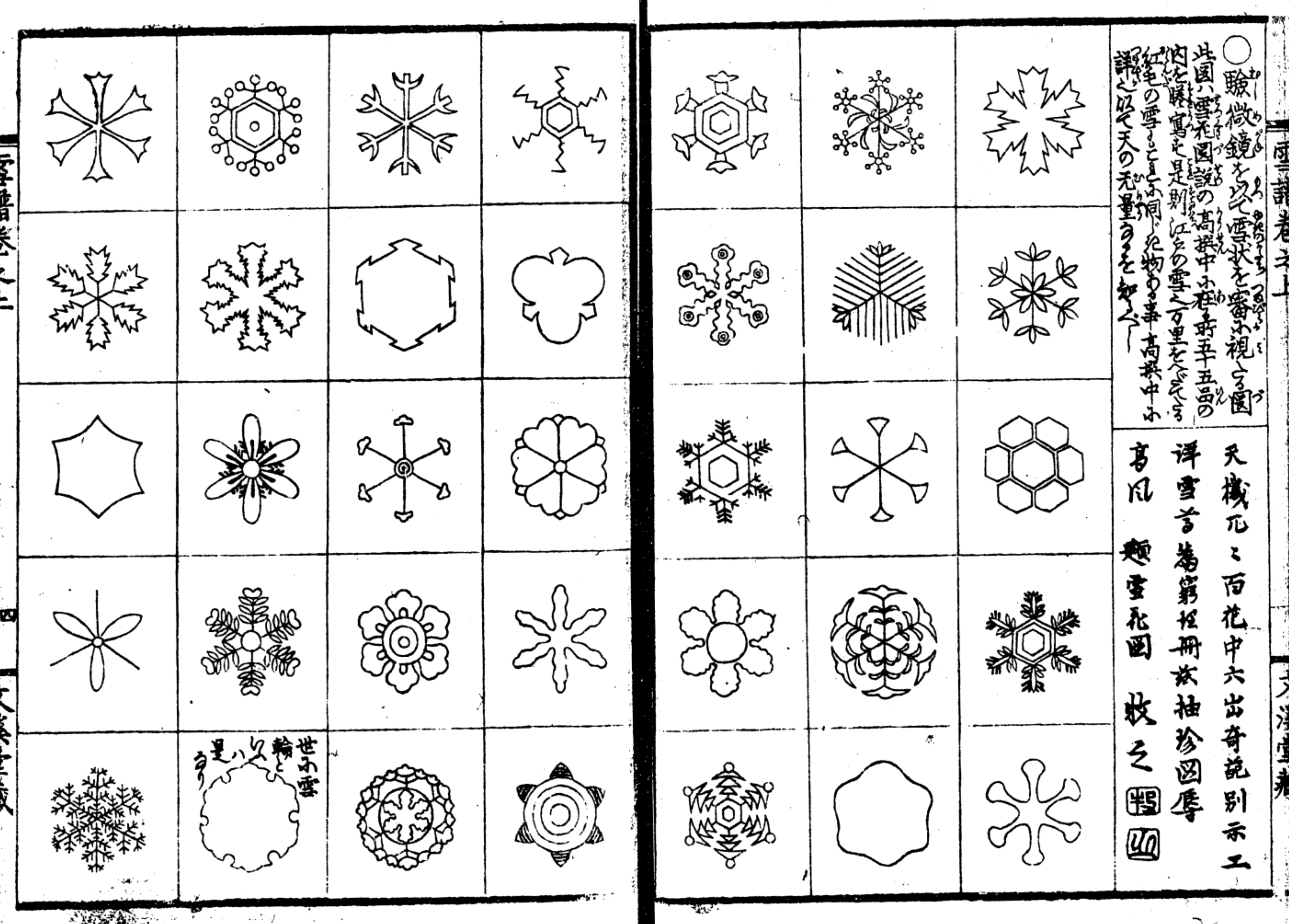
雪の結晶の図。『北越雪譜』初編 巻之上（鈴木牧之著、1837（天保8）年刊）より

- 1837年（天保8年） - 鈴木牧之、『北越雪譜』で『雪華図説』の雪の結晶のスケッチとケプラー的な成因論を引用。さらに、陰陽五行的な数秘術による説明も付す。
- 1840年（天保11年） - 土井利位、雪華図説の次版で97種の結晶スケッチ追加
- 1855年 - ジェームズ・グレーシャー、顕微鏡により緻密なスケッチ[28][9]
- 1865年 - フランシス・チッカリング（Mrs. Frances E. Chickering）、『Cloud Crystals; a Snow-Flake Album、雲の結晶；雪片のアルバム』と名付けた図解リトグラフの本を製作[29][30]
- 1870年 - アドルフ・エリク・ノルデンショルド、氷河に空いた穴を「Cryoconite Holes、クリオコナイトホール」と命名[31][32]
- 1872年 - ジョン・ティンダル、記録集『The Forms of Water in Clouds and Rivers, Ice and Glaciers、雲、川、氷と氷河における水の形態』と題しレポート[33]
- 1891年 - Friedrich Umlauft、著書『Das Luftmeer、空気の海』[34]
- 1893年 - Richard Neuhauss、（ドイツ、リリエンタール（英: Lilienthal）の写真家）、著書『Schneekrystalle、雪の結晶』に結晶の顕微鏡写真を掲載[35]
- 1894年 - A. A. Sigson、 (ルイビンスクの写真家）結晶の顕微鏡写真[36]

### 1901年 - 2000年

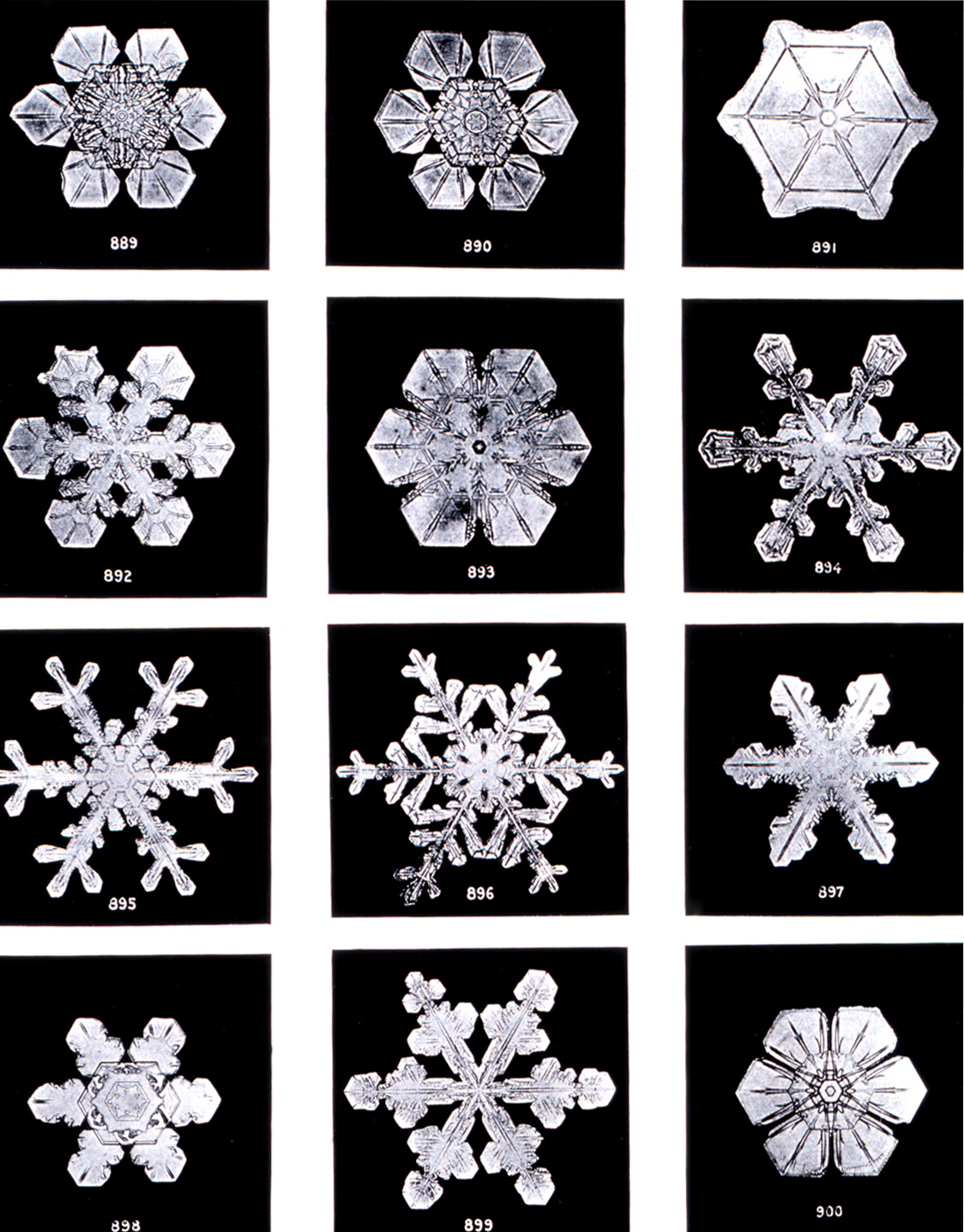
ベントレーの写真

- 1901年 - ウィルソン・ベントレー、結晶の顕微鏡写真を米国気象学会誌に載せる
- 1903年 - スヴァンテ・アレニウス、書籍『Lehrbuch der Kosmischen Physik、宇宙物理読本』で結晶の解説
- 1931年 - ウィルソン・ベントレーとWilliam Jackson Humphreys、共著で『Snow Crystals、雪の結晶』と題した写真集を発表
- 1936年（昭和11年） - 中谷宇吉郎、実験室で人工雪の作成成功、『中谷ダイヤグラム』発表
- 1938年（昭和13年） - 中谷宇吉郎、岩波新書『雪』および雪をテーマとしたエッセイを含む随筆集『冬の華』[37]を上梓
- 1946年、アーヴィング・ラングミュアらが人工降雨・人工降雪の実験[38]
- 1949年（昭和24年） - 中谷宇吉郎、『雪の研究』で結晶の形態とその成長過程を説く
- 1952年 - M. de Quervain（雪と雪崩スイス連邦雪と雪崩学会員）らによる雹と霰を含め10種の雪の結晶を国際測地学・地球物理学連合で定義
- 1954年（昭和29年） - 中谷宇吉郎、『Snow Crystals: Natural and Artificial、雪の結晶：自然と人工』と題しハーバード大学出版局から発表[39]
- 1960年（昭和35年） - 小林禎作、『中谷ダイヤクラム』の見直しと『小林ダイヤグラム』の発表[40]
- 1962年（昭和37年） - 孫野長治、気象学の立場から雲の中の結晶を分類[41]
- 1979年（昭和54年） - 黒田登志雄およびRolf Lacmann (Braunschweig University of Technology)、『Growth Mechanism of Ice from Vapour Phase and its Growth Forms、氷の結晶の蒸気からの成長形式』論文発表[42][43]
- 1983年 - ミッションSTS-8、宇宙空間のスペースシャトルチャレンジャー号で雪の結晶化成功[44]
- 1988年（昭和63年） - 福田矩彦（ユタ大学）ほか、上昇気流中の結晶成長で中谷ダイヤグラムを確認[45]

### 2001年以降
- 2002年（平成14年） - 平松和彦、平松式と言われる断熱用発泡スチロールの箱にペットボトルを入れ、 ドライアイスでボトル内の水蒸気を外側から冷却し雪の結晶成長の実験・手法の発案[46]
- 2004年（平成16年）9月 - 村井昭夫、ペルチェ素子や水蒸気発生部による「Murai式人工雪結晶生成装置」の発明により、設定した『中谷ダイヤクラム』の条件に従う各様の雪の結晶の作成[47][48]
- 2008年（平成20年）12月 - 吉川義純、JAXAから遠隔操作により「きぼう」の溶液結晶化観察装置（SCOF）の中で条件を可変して氷結晶成長の観察開始[49][50]
- 2012年（平成24年） - 日本雪氷学会の有志により「グローバル スケール分類（略称：グローバル分類）」完成。雪の結晶は121種類に分類された[51][52]。